# تصویر کامل: برگزیده‌های دبرا هری و بلاندی
تصویر کامل: برگزیده‌های دبرا هری و بلاندی (به انگلیسی: The Complete Picture: The Very Best of Deborah Harry and Blondie) نام یک آلبوم تلفیقی منتشرشده با برچسب کریسلیس رکوردز در سال ۱۹۹۱ میلادی است. این آلبوم شامل همهٔ ترانه‌های موفق بلاندی مانند «قلب شیشه»، «دختر یک‌شنبه»، «کشش حداکثر است»، «اتمی» و «مرا صدا برن» به همراه چند ترانهٔ موفق دیگر از دبرا هری شامل تک‌آهنگ «بوسهٔ فرانسوی در آمریکا» که به ده‌تای برتر بریتانیا راه یافت، بود.
تصویر کامل فروش خوبی در بریتانیا داشت و به رتبهٔ ۳ رسید. این آلبوم به درجهٔ طلا رسید و برای ۲۵ هفته در جدول‌های موسیقی باقی ماند. تصویر کامل به عنوان یک آلبوم دودیسکه با ۵ ترانه در هر طرف پخش شد. با این وجود برای نسخهٔ لوح فشرده، تمام ۲۰ ترانه روی یک سی‌دی عرضه شد. هم‌چنین یک مجموعهٔ نماهنگی نیز عرضه شد که شامل ویدئوی تبلیغاتی ترانه‌های کو کو، «بک‌فایرد» و «اکنون من می‌دانم که تو می‌دانی»، بود؛ گرچه این‌ها در آلبوم قرار نگرفته بودند.

## Track listing
1. «قلب شیشه» (Faded نسخهٔ بهترین‌های بلاندی) (هری، استین) - ۳:۵۸ 
  - اجرا: بلاندی
2. «من آن مرد را می‌خواهم» (بیلی، کری) - ۳:۴۱ 
  - اجرا: دبرا هری
3. «مرا صدا بزن» (هری، مورودر) - ۳:۲۸ 
  - اجرا: بلاندی
4. «دختر یک‌شنبه» (استین) - ۳:۰۲ 
  - اجرا: بلاندی
5. «بوسهٔ فرانسوی در آمریکا» (نسخهٔ آلبوم) (لور) - ۵:۱۰ 
  - اجرا: دبی هری
6. «دنیس» (لونسن) - ۲:۱۸ 
  - اجرا: بلاندی
7. «خلسه» (نسخهٔ بهترین بلاندی) (هری، استین) - ۵:۳۳ 
  - اجرا: بلاندی
8. «برایت ساید» (هری، استین) - ۴:۳۴ 
  - اجرا: دبرا هری
9. «عزیزم، (من همیشه تحت تأثیر) حضور (توام)» (ولنتاین) - ۲:۴۱ 
  - اجرا: بلاندی
10. «Well Did You Evah!» (پورتر - ۳:۲۷ 
  - اجرا: دبرا هری & ایگی پاپ
11. «کشش حداکثر است» (نسخه آلبوم) (برت، اونس، هوات) - ۴:۳۵ 
  - اجرا: بلاندی
12. «In Love with Love» (نسخه آلبوم) (هری، استین) - ۴:۳۰ 
  - اجرا: دبی هیر
13. «منتظر پای تلفن» (لی) - ۲:۲۲ 
  - اجرا: بلاندی
14. «جزیرهٔ روح‌های گم‌شده» ‎(7" Edit)‎ (هری، استین) - ۳:۴۹ 
  - اجرا: بلاندی
15. «از این عکس بگیر» (دستری، هری، استین) - ۲:۵۶ 
  - اجرا: بلاندی
16. «رؤیادیدن» (هری، استین) - ۳:۰۳ 
  - اجرا: بلاندی
17. ‎«Sweet and Low» ‎‎ ‎(Phil Harding Single Mix)‎ (سی.، هری) - ۴:۱۸ ‎
  - اجرا: دبی هری
18. «آبی شهر متحد» (هریسون، هری) - ۳:۲۰ 
  - اجرا: بلاندی
19. «اتمی» (نسخه آلبوم) (دستری، هری) - ۴:۳۸ 
  - اجرا: بلاندی
20. «او را خرد کن» (هری، استین) - ۳:۱۹ 
  - اجرا: بلاندی

## منبع
- Wikipedia contributors, "The Complete Picture: The Very Best of Deborah Harry and Blondie," Wikipedia, The Free Encyclopedia, http://en.wikipedia.org/w/index.php?title=The_Complete_Picture:_The_Very_Best_of_Deborah_Harry_and_Blondie&oldid=251193098 (accessed November 14, 2008).